# Steinberg (Wittgendorf)
Der Steinberg ist ein 353,1 Meter hoher Berg in der Östlichen Oberlausitz im Freistaat Sachsen. Er liegt in der Gemarkung der Stadt Zittau am Rande des Zittauer Beckens und befindet sich in unmittelbarer Nähe zu dem Ort Wittgendorf. Nur einen Kilometer weiter östlich liegt ein gleichnamiger Berg, der ähnliche Landschaftsformen aufweist.

## Flora
Die Kuppe des Berges ist bewaldet und bildet den südlichen Ausläufer des Oberwalds. Vorherrschende Arten sind Birke, Wildbirne und Zitterpappel. Die Bodenflora bilden unter anderem Labkräuter, Heidelbeere, Habichtskräuter, Feld-Klee, Pechnelke und Frühlings-Fingerkraut.

## Nutzung
Bereits im 19. Jahrhundert wurde hier der erste Basaltsteinbruch errichtet, in dem man Steine für den Hausbau und Schotter abbaute. Nach Aufgabe des Steinbruchs lief dieser voll Wasser und wurde von Pflanzen überwuchert. Der dichte Bewuchs bietet heute vielen Vogelarten einen Nistplatz.
Die seichten Hänge des Berges werden für landwirtschaftliche Zwecke genutzt.